# Міхалув (Лосицький повіт)
Міхалув (пол. Michałów) — село в Польщі, у гміні Плятерув Лосицького повіту Мазовецького воєводства.
Населення — 90 осіб (2011).
У 1975—1998 роках село належало до Білопідляського воєводства.

## Демографія
Демографічна структура станом на 31 березня 2011 року:
|          | Загалом | Допрацездатний вік | Працездатний вік | Постпрацездатний вік |
| -------- | ------- | ------------------ | ---------------- | -------------------- |
| Чоловіки | 44      | 12                 | 27               | 5                    |
| Жінки    | 46      | 10                 | 24               | 12                   |
| Разом    | 90      | 22                 | 51               | 17                   |